# منطقه‌گرایی (روابط بین‌الملل)

تصویرمنطقه‌گرایی (روابط بین‌الملل)

منطقه‌گرایی (به انگلیسی: Regionalism) در روابط بین‌الملل، نشانگر حس هدف و هویت مشترک همراه با ایجاد نهادهایی است که بیانگر هویتی خاص می‌باشد و به اقدامات جمعی در یک منطقه جغرافیایی شکل می‌دهد. منطقه‌گرایی یکی از سه جزء نظام تجاری بین‌المللی می‌باشد (به همراه چندجانبه‌گرایی و یکجانبه گرایی).منطقه‌گرایی در دو دهه اخیر به یکی از موضوعات اصلی رشته‌های علوم اجتماعی، سیاست مقایسه‌ای، اقتصاد بین‌الملل، روابط بین‌الملل و اقتصاد سیاسی بین‌الملل بدل شده است.

## پی‌نوشت‌ها
1. ↑  W.J. Ethier, The International Commercial System, 11
2. ↑  http://www.magiran.com/view.asp?Type=pdf&ID=984360&l=fa